# Новомиколаївська сільська рада (Барвінківський район)
Новомиколаївська сільська́ ра́да — адміністративно-територіальна одиниця та орган місцевого самоврядування в Барвінківському районі Харківської області. Адміністративний центр — село Нова Миколаївка.

## Загальні відомості
- Новомиколаївська сільська рада утворена в 1927 році.
- Територія ради: 77,231 км²
- Населення ради: 1 178 осіб (станом на 2001 рік)
- Територією ради протікає канал Дніпро — Донбас.

## Населені пункти
Сільській раді підпорядковані населені пункти:
- с. Нова Миколаївка
- с. Червоний Лиман

## Склад ради
Рада складається з 14 депутатів та голови.
- Голова ради: Кобченко Віта Іванівна
- Секретар ради: Любченко Тетяна Миколаївна

### Керівний склад попередніх скликань
| Прізвище, ім'я, по батькові | Основні відомості                                                         | Дата обрання | Дата звільнення |
| --------------------------- | ------------------------------------------------------------------------- | ------------ | --------------- |
| Кобченко Віта Іванівна      | Сільський голова, 1968 року народження, освіта вища, член Партії регіонів | 26.03.2006   | 31.10.2010      |
| Кобченко Віта Іванівна      | Сільський голова, 1968 року народження, освіта вища, член Партії регіонів | 31.10.2010   |                 |

Примітка: таблиця складена за даними сайту Верховної Ради України

### Депутати
За результатами місцевих виборів 2010 року депутатами ради стали:

#### За суб'єктами висування
| Суб'єкт висування | Кількість обраних депутатів | %   |
| ----------------- | --------------------------- | --- |
| Партія регіонів   | 14                          | 100 |

#### За округами
| № округу        | Прізвище, ім'я, по батькові   | Дата визнання обраним | Освіта             | Партійна приналежність | Відомості про обраного депутата                          |
| --------------- | ----------------------------- | --------------------- | ------------------ | ---------------------- | -------------------------------------------------------- |
| Партія регіонів |                               |                       |                    |                        |                                                          |
| 1               | Костюшина Людмила Анатоліївна | 02.11.2010            | середня            | член Партії регіонів   | Новомиколаївський сільський будинок культури, голова     |
| 2               | Товпига Оксана Володимирівна  | 02.11.2010            | середня спеціальна | член Партії регіонів   | тимчасово не працює                                      |
| 3               | Торохтій Ярина Анатоліївна    | 02.11.2010            | середня            | член Партії регіонів   | Дитячий садок, помічник вихователя                       |
| 4               | Шаповалова Зоя Вікторівна     | 02.11.2010            | середня            | член Партії регіонів   | тимчасово не працює                                      |
| 5               | Шарпай Олексій Сергійович     | 02.11.2010            | вища               | член Партії регіонів   | Новомиколаївська загальноосвітня школа І-ІІ ст., вчитель |
| 6               | Любченко Тетяна Миколаївна    | 02.11.2010            | середня спеціальна | член Партії регіонів   | Новоми-колаївська сільська рада, секретар                |
| 7               | Трикущенко Надія Іванівна     | 02.11.2010            | середня            | член Партії регіонів   | Новоми-колаївська сільська бібліотека, бібліотекар       |
| 8               | Китаєва Олена Миколаївна      | 02.11.2010            | середня            | член Партії регіонів   | Новомиколаївська загальноосвітня школа І-ІІ ст., кухар   |
| 9               | Фесенко Тетяна Миколаївна     | 02.11.2010            | середня            | член Партії регіонів   | Новомиколаївський фельдшерський пункт, санітарка         |
| 10              | Кобченко Віктор Станіславович | 02.11.2010            | середня            | член Партії регіонів   | тимчасово не працює                                      |
| 11              | Туз Ігор Володимирович        | 02.11.2010            | середня            | член Партії регіонів   | приватний підприємець                                    |
| 12              | Савченко Світлана Вікторівна  | 02.11.2010            | середня            | член Партії регіонів   | Червоноли- манський фельд- шерський пункт, санітарка     |
| 13              | Колосок Віра Миколаївна       | 02.11.2010            | середня спеціальна | член Партії регіонів   | Червоноли- манський фельд- шерський пункт, мед. сестра   |
| 14              | Торохтій Наталія Вікторівна   | 02.11.2010            | середня            | член Партії регіонів   | тимчасово не працює                                      |